# 2011년 노르웨이 테러
2011년 노르웨이 테러(노르웨이어: Terrorangrepet i Norge 2011, 뉘노르스크: Terroråtaka 22. juli 2011, 영어: 2011 Norway attacks)는 2011년 7월 22일, 노르웨이 노동당 정부와 노동당 청년 캠프의 민간인을 대상으로 발생한 테러 공격이다.
7월 22일 15시 22분 (CEST) 오슬로의 행정부 건물과 총리 집무실 외곽, 기타 정부 건물에서 첫 번째 폭발이 일어났으며, 이 폭발로 7명이 사망했고 여러 명이 부상하였다. 두 번째 공격은 첫 번째 폭발이 일어난 2시간여 후 우퇴위아섬의 노동당 청소년캠프 행사장에서 발생하였고, 범인은 경찰로 위장한 뒤 캠프에 참가한 사람들에게 총을 쏘았다.
노르웨이 경찰은 우퇴위아섬 총기난사 현장에서 32세의 노르웨이인 아네르스 베링 브레이비크를 체포하였고, 폭탄 공격의 책임도 그에게 있다고 밝혔다. EU와 NATO, 그리고 여러 국가가 노르웨이 테러에 대해 유감을 표명했고, 범인을 비판하였다.

## 정부 청사 폭파

폭파 사건 부근의 지도. 빨간색이 정부 청사, 오렌지색이 대파된 자동차가 있던 장소, 보라색이 석유에너지부 청사

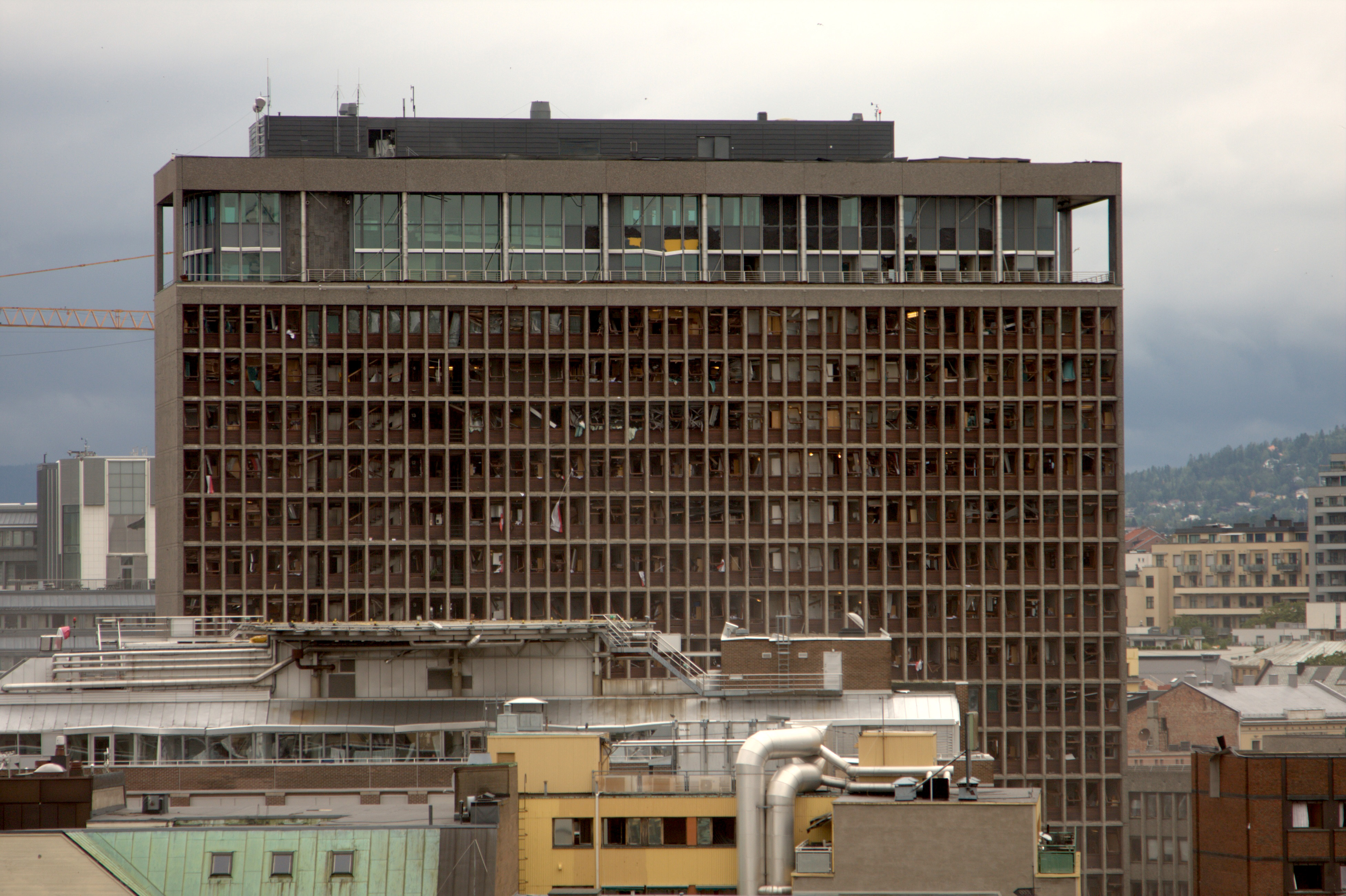
폭파 사건 직후의 정부 청사

7월 22일 오후 3시 30분 무렵 (CEST) 수도 오슬로 중심부에 있는 17층짜리 정부 청사 건물 부근에서 폭파 사건이 발생하였다. 최상층에는 총리부가 있었으나, 노르웨이 총리 옌스 스톨텐베르그는 집무실에 있지 않고 자택에 있었기 때문에 무사하였다. 이 외 석유 및 에너지 부 청사에서 화재가 발생하는 등 부근의 건물이 피해를 받았다. 근처에서는 대파된 자동차가 발견되어 차폭탄이 사용된 것으로 보이며, 현장은 왕궁(Slottet)이나 노르웨이의 주요 신문 베르덴스 강 (Verdens Gang) 본사 근처이기도 했다.

### 사상자
폭발로 8명이 현장에서 사망하고 7명의 중상자를 포함한 15명이 부상했다고 발표했다. 오슬로 국립대 병원의 의사는 병원에서 부상자들의 두부, 흉부, 복부를 치료 중이라고 말했다.
옌스 스톨텐베르그 총리와 덴마크에서 휴가를 보내고 있던 시그베른 욘센 (Sigbjørn Johnsen) 재무장관은 피해를 입지 않았다. 7월이 노르웨이의 주요 휴가철이라서 폭발 장소에는 평소에 비해 사람이 극히 적었는데 이로 인해서 피해자 수가 상당수 줄어들었다고 보고 있다.

### 교통에 미친 영향
오슬로 시내로 통하는 모든 도로가 폐쇄되었다. 경찰은 지역 주민들을 대피시키고 오슬로 주민들에게 도시 중심부로부터 벗어나라고 경고했다. 잠재적 테러리스트의 공격 위험으로 휴대폰 사용이 일부 제한되었다.
오슬로 시내를 통하는 모든 대중교통도 중단되었다. BBC와의 이메일 통화에서 한 여행자는 도로부터 오슬로 공항에 이르기까지 경찰 검문이 시행됐는데, 당시 오슬로 공항은 경찰이 공항 부지에 있던 차들을 수색 중이라서 개방 상태였다.
트럭에서 의심스러운 상자가 발견된 후 릴레스트룀과 오슬로 공항을 잇는 가르데모 선도 폐쇄되었다. TV 2 방송국에서도 건물 외곽에서 의심스러운 상자가 발견되자 대피령이 떨어졌다.

## 우퇴위아 섬 연쇄테러

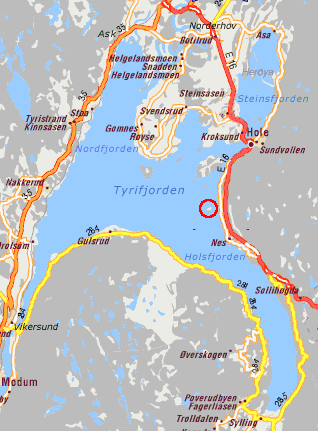
튀리피오르덴호 지도. 빨간 원이 우퇴위아섬

오슬로 근교에 위치한 우퇴위아섬에서는 노르웨이 노동당 청년부의 집회가 열려 10대 청소년들 약 700명이 참가하고 있었다. 7월 22일 정부 청사 폭파 사건 직후, 경찰관 제복을 입은 위장 경관이 우퇴위아섬에 상륙해 폭파 테러 수사를 구실로 참가자를 정렬시켰으며, 오후 5시 30분 무렵(CEST)에 총을 난사하였다. 집회는 대혼란에 빠졌으며, 섬으로부터 헤엄쳐 탈출하는 사람도 있었다.
생존자들의 증언에 따르면 그는 매우 침착하게 바다로 헤엄쳐 도망가는 사람들에게 사격을 했으며, 죽은 척하고 있던 사람들에게도 확인 사살까지 한 것으로 알려졌다. 또한 섬에서는 폭발하기 전의 폭탄이 발견돼 새로운 피해 확대를 노리고 있었다고 판단되고 있다. 다음 날 23일에는 노동당 지도자이자, 일찍이 청년부 대표를 맡은 적 있는 스톨텐베르그 총리의 현지 행사 참석이 예정되어 있었다.

### 범행 전
이번 테러의 범인으로 지목되고 있는 아네르스 베링 브레이비크 (Anders Behring Breivik)는 범행 전 1,518쪽에 달하는 2083: 유럽 독립 선언서 (2083: A European Declaration of Independence)를 인터넷에 게시하였다. 이 선언서에는 테러 준비 계획과 다문화주의에 대한 비판이 담겨있다.

### 피해
초기에 경찰 당국은 정부 청사 폭파 사건과 총기 난사 사건으로 93명의 사망자가 발생했으며, 실종자 4 ~ 5명이 존재해 사망자가 늘어날 것으로 보인다고 설명하였다. 이 때문에 경찰 당국은 최악의 경우에 사망자가 98명까지 늘어날 수 있다고 밝혔다. 그러나 조사 결과 당초 예상과는 다르게 사망자가 76명으로 집계되었다.

### 체포
총기 난사 사건 직후 노르웨이 경찰에 의해 32세의 아네르스 베링 브레이비크(Anders Behring Breivik)가 용의자로 체포되었다. 노르웨이 경찰 당국은 용의자가 극우주의자이자 기독교 근본주의자라고 발표하였다. 브레이비크는 인터넷상에서 반 다문화주의 활동을 했던 인물로서, 대한민국과 일본, 중화민국을 다문화주의에 부정적인 국가로 언급하며, 해당 세 국가를 찬양하고 칭찬하는 행보를 보여왔다고 보도되었다. 또한 그의 선언서 중에 만나고 싶은 사람으로 블라디미르 푸틴 러시아 총리, 교황, 라도반 카라지치 전 스르프스카 공화국 대통령, 헤이르트 빌더르스 네덜란드 자유당 당수, 아네르스 포그 라스무센 NATO 사무총장, 아소 다로 전 일본 총리와 함께 이명박 대한민국 대통령을 꼽았다.

### 범인의 성향
노르웨이 과도 경찰청장인 스베이눙 스폰헤임 (Sveinung Sponheim)은 브레이비크가 인터넷에 올린 글들을 볼 때, 그는 극우적인 정치 시각과 반이슬람 성향을 가지고 있으며, 이것이 실제 범행에 동기를 주었는지는 두고 봐야 안다고 말했다.
노르웨이 경찰 당국은 브레이비크를 체포한 뒤에 그를 극우주의자이자 기독교 근본주의자라고 묘사했다. 브레이비크는 이전에 자신의 홈페이지에 반이슬람적이고 친이스라엘적인 글들을 게재했었으며, 그는 자신의 웹사이트와 관련된 "Documents venner" (Friends of Document)의 미팅에 참여했었다.
브레이비크는 과거에 노르웨이의 주요 우익 정당인 진보당과 그 유스윙인 FpU의 당원이었으며, FpU의 리더인 오베 바네보 (Ove Vanebo)는 브레이비크가 2000년대 초반에 당에서 활동적인 인물이었으나, 그의 성향이 점점 극단화되면서 당을 떠났다고 말했다.
브레이비크는 소셜 미디어에 자신을 윈스턴 처칠과 막스 마누스, 네덜란드의 극우 정치인 헤이르트 빌더르스의 열렬한 찬양자라고 밝히기도 하였다.
또한, 헤이르트 빌더르스의 정당인 네덜란드 자유당을 유일하게 진실된 극우 정당이라고 묘사했으며, 자신을 친게이이자 친이스라엘주의자라고 밝혔다.
트위터에서 공리주의 철학가인 존 스튜어트 밀의 "신념을 가진 1명은 이익을 좇는 10만 명과 맞먹는다”라는 유명한 말을 인용하기도 했다. 노르웨이 NRK 방송국은 브레이비크가 범행에 관해서 자신의 전투적 극우사상과 반다문화주의 성향을 밝힌 1518 페이지의 성명서를 보도했다. 브레이비크는 성명서에서 제2차 세계 대전 직후 체코슬로바키아의 독일인들을 강제 추방시켰던 베네시 포고 (Beneš Decrees)를 유럽의 무슬림들에게 적용해야 할 하나의 사례라고 언급하였다.

### 범행 성명
사건 직후, 이슬람 과격파의 웹사이트 상에서 사건 관여를 암시하는 메시지가 공개되었으나, 직후에 관여를 부정하였다.
이스라엘 역시 이슬람 과격파의 개입을 의심하였으나, 실제 범인이 밝혀지면서 아닌 것으로 결론이 났다.

## 같이 보기
- 시어도어 카진스키
- 닐스 크리스티
- 2015년 찰스턴 교회 총격 사건
- 버지니아 공대 총기 난사 사건
- 오이코스 대학 총기 난사 사건
- 샌디 훅 초등학교 총기 난사 사건